# España-Klasse (1922)
Die España-Klasse war eine Baureihe von drei Dampfschiffen der Reederei Hamburg Süd. Das Schiffstrio wurde bereits 1917 in Auftrag gegeben, der Bau verzögerte sich jedoch durch die Kriegsereignisse bis zum Beginn der 1920er Jahre. 1927 wurden alle drei Schiffe mit Abdampfturbinen ausgerüstet, wodurch sich die Leistung um rund 800 PS erhöhte, und im Jahr 1936 wurden die Einrichtungen für Zwischendeckspassagiere ausgebaut. Zwei Einheiten wurden im Zweiten Weltkrieg versenkt, während das Typschiff bis 1974 existierte.

## Die Schiffe
| Bauname   | Bauwerft/ Baunummer           | IMO-Nummer | Stapellauf         | Ablieferung | Umbenennungen und Verbleib |
| --------- | ----------------------------- | ---------- | ------------------ | ----------- | --- |
| España    | Howaldtswerke, Kiel/605       | 7028893    | 15. Oktober 1921   | Januar 1922 | Mai 1945 in Sandefjord an Großbritannien übergeben, am 10. Mai 1946 als General Bagration an die Sowjetunion, 1973 Fuji Maru No. 5 aber nicht in Fahrt, am 3. März 1974 im Schlepp zum Abbruch in Kaohsiung eingetroffen |
| La Coruña | Reiherstiegwerft, Hamburg/508 | keine      | 16. September 1921 | Januar 1922 | am 9. Februar 1940 aus Rio de Janeiro ausgelaufen, am 13. März östlich von Island durch britischen Hilfskreuzer Maloja gestellt und selbstversenkt                                                                       |
| Vigo      | Howaldtswerke, Kiel/606       | keine      | 22. Januar 1922    | April 1922  | am 28. September 1939 als Sperrbrecher X von der Kriegsmarine übernommen, 30. Juli 1941 Sperrbrecher 10, am 7. März 1944 vor Norderney durch Mine versenkt                                                               |